# Плиткин, Андрей Анатольевич
Андре́й Анато́льевич Пли́ткин (23 января 1969, Тверь) — советский гребец-байдарочник, выступал за сборную СССР в конце 1980-х — начале 1990-х годов. Чемпион мира, двукратный чемпион Советского Союза, победитель многих регат международного и всесоюзного значения. На соревнованиях представлял спортивное общество «Спартак», заслуженный мастер спорта.

## Биография
Андрей Плиткин родился 23 января 1969 года в Твери. Активно заниматься греблей начал в раннем детстве, проходил подготовку в местной секции гребли, состоял в тверском добровольном спортивном обществе «Спартак».
Первого серьёзного успеха на международном уровне добился в 1987 году, когда побывал на юниорском чемпионате мира в Югославии, откуда привёз сразу три медали, одну золотую и две серебряные. В 1990 году впервые стал чемпионом Советского Союза, одержав победу в зачёте четырёхместных байдарок на дистанции 500 метров. Благодаря череде удачных выступлений удостоился права защищать честь страны на мировом первенстве в польской Познани, где впоследствии завоевал в той же дисциплине золото — при этом его партнёрами были гребцы Олег Горобий, Сергей Кирсанов и Александр Мотузенко.
Став чемпионом мира, Плиткин остался в основном составе советской национальной сборной и продолжил принимать участие в крупнейших международных регатах. Так, в 1991 году он защитил звание чемпиона СССР в полукилометровой программе четвёрок, после чего отправился представлять страну на чемпионате мира в Париже, где в итоге стал бронзовым призёром — в решающем заезде его экипаж обошли команды Германии и Венгрии. За выдающиеся спортивные достижения удостоен почётного звания «Заслуженный мастер спорта СССР».
Завершив спортивную карьеру, работал тренером по гребле на байдарках и каноэ. Неоднократно принимал участие в любительских и ветеранских соревнованиях по гребле.